# Списак генерала и адмирала Југословенске војске: К
Списак генерала и адмирала Југословенске војске (ВКЈ) чије презиме почиње на слово К, за остале генерале и адмирале погледајте Списак генерала и адмирала Југословенске војске.
напомена:
Генералски, односно адмиралски чинови у ВКЈ су били — војвода, армијски генерал (адмирал), дивизијски генерал (вице-адмирал) и бригадни генерал (контра-адмирал). 

### К
- Данило Калафатовић (1875—1946), армијски генерал. Одведен у заробљеништво 1941. године.
- др Сима Карановић (1866—1928), санитетски генерал. Преминуо на дужности.
- Војислав Катанић (1874—1937), пешадијски бригадни генерал. Активна служба у ВКЈ престала му је 1931.
- Фрањо Керчелић (1871—1929), пешадијски бригадни генерал. Активна служба у ВКЈ престала му је 1929.
- Адолф Килар (1887—1939), пешадијски бригадни генерал. Преминуо на дужности.
- Игњат Кирхнер (1887—1944), инжињеријско-технички бригадни генерал. Избегао заробљавање 1941. године. Преминуо током рата.
- Драган Клаић (1889—1976), артиљеријски бригадни генерал. Одведен у заробљеништво 1941. године, прешао у војску НДХ 1941. а пензионисан 1944.
- Вилим Клобучар (1881—1939), генералштабни бригадни генерал. Активна служба у ВКЈ престала му је 1937.
- Стеван Кнежевић (1882—?), пешадијски бригадни генерал. Одведен у заробљеништво 1941. године, после рата није наставио службу.
- др Рудолф Кобал (1878—1945), санитетски бригадни генерал. Избегао заробљавање 1941. године. Преминуо током рата.
- Војислав Ковачевић (1878—?), инжињеријски бригадни генерал. Активна служба у ВКЈ престала му је 1930. Преведен у резерву.
- Драгиша Ковачевић (1882—1972), пешадијски бригадни генерал. Одведен у заробљеништво 1941. године, после рата није наставио службу.
- Михаило Ковачевић (1878—1927), пешадијски бригадни генерал. Преминуо на дужности.
- Владимир Кондић (1863—1940), дивизијски генерал. Пензионисан 1915. Преведен у резерву са вишим чином 1930.
- Војислав Константиновић (1873—1927), артиљеријски бригадни генерал. Преминуо на дужности.
- Милош Константиновић (1873—?), судски бригадни генерал. Активна служба у ВКЈ престала му је 1929.
- Чедомир Копчалић (1886—1941), артиљеријски бригадни генерал. Активна служба у ВКЈ престала му је 1938.
- Драган Кораис (1874—?), пешадијски бригадни генерал. Активна служба з ВКЈ престала му је 1934. Реактивиран 1941. године, избегао заробљавање, после рата није наставио службу.
- Петар Косић (1881—1949), армијски генерал. Активна служба у ВКЈ престала му је 1941.
- Владислав Костић (1883—1959), дивизијски генерал. Одведен у заробљеништво 1941. године, после рата није наставио службу.
- Војислав Костић (1881—1968), пешадијски бригадни генерал. Одведен у заробљеништво 1941. године, после рата није наставио службу.
- Драгољуб Костић (1871—1932), дивизијски генерал. Активна служба у ВКЈ престала му је 1923.
- Јосиф Костић (1877—1960), армијски генерал. Активна служба у ВКЈ престала му је 1938.
- Милан Костић (1885—1963), артиљеријски бригадни генерал. Одведен у заробљеништво 1941. године, после рата није наставио службу.
- Метод Кох (1874—1952), контра-адмирал. Активна служба у ВКЈ престала му је 1929.
- Милан Крагујевић (1884—1966), пешадијски бригадни генерал. После рата наставио службу у ЈА са чином генерал-мајор. Пензионисан 1946.
- Владимир Крстић (1887—1963), артиљеријско-технички бригадни генерал. Активна служба у ВКЈ престала му је 1938. Реактивиран 1941. Одведен у заробљеништво 1941. године, после рата није наставио службу.
- Душан Крстић (1889—1980), дивизијски генерал. Одведен у заробљеништво 1941. године, после рата није наставио службу.
- Љубомир Крстић (1882—1930), генералштабни бригадни генерал. Преминуо на дужности.
- Милан Крстић (1881—1930), артиљеријски бригадни генерал. Преминуо на дужности.
- Радисав К. Крстић (1877—1937), армијски генерал. Преминуо на дужности.
- Радисав Крстић (1881—1949), армијски генерал. Активна служба у ВКЈ престала му је 1937.
- Владислав Крупежевић (1876—1945), дивизијски генерал. Активна служба у ВКЈ престала му је 1929.
- Војислав Кузмановић (1887—1960), дивизијски генерал. Одведен у заробљеништво 1941. године, после рата није наставио службу.
- Димитрије Кузмановић (1882—1934), пешадијски бригадни генерал. Преминуо на дужности.
- Драгутин Кузмић (1886—1958), пешадијски бригадни генерал. Одведен у заробљеништво 1941. године, пуштен из логора. Прикључио се ЈВуО, после рата није наставио службу.
- Јово Кукавичић (1881—1969), дивизијски генерал. Одведен у заробљеништво 1941. године, после рата није наставио службу.
- Драгутин Кушаковић (1875—1930), дивизијски генерал. Активна служба у ВКЈ престала му је 1929.

### Династијски носиоци генералског чина
- Краљ Петар I Карађорђевић (1844—1921), војвода. Од 1903. године.
- Кнез Арсен Карађорђевић (1859—1938), армијски генерал.  Од 1923. године.
- Краљ Александар I Карађорђевић (1888—1934), генерал. Од 1921. године, по преузимању дужности шефа државе (добио је чин војводе).
- Кнез Павле Карађорђевић (1893—1976), армијски генерал.  Од 1939. године.
- Краљ Петар II Карађорђевић (1923—1970), војвода. Од 1934. године званично, (услед малолетности тек од 1941. године) по преузимању дужности шефа државе.